# Antonio Milošoski
Antonio Milošoski, född 29 januari 1976 Tetovo, Socialistiska federativa republiken Jugoslavien, är en  nordmakedonsk politiker. Han var 2006–2011 Makedoniens utrikesminister.